# Visone
Visone, (Visòn en piemontès) és un municipi situat al territori de la província d'Alessandria, a la regió del Piemont (Itàlia).
Limita amb els municipis d'Acqui Terme, Grognardo, Morbello, Morsasco, Prasco i Strevi.

## Galeria fotogràfica

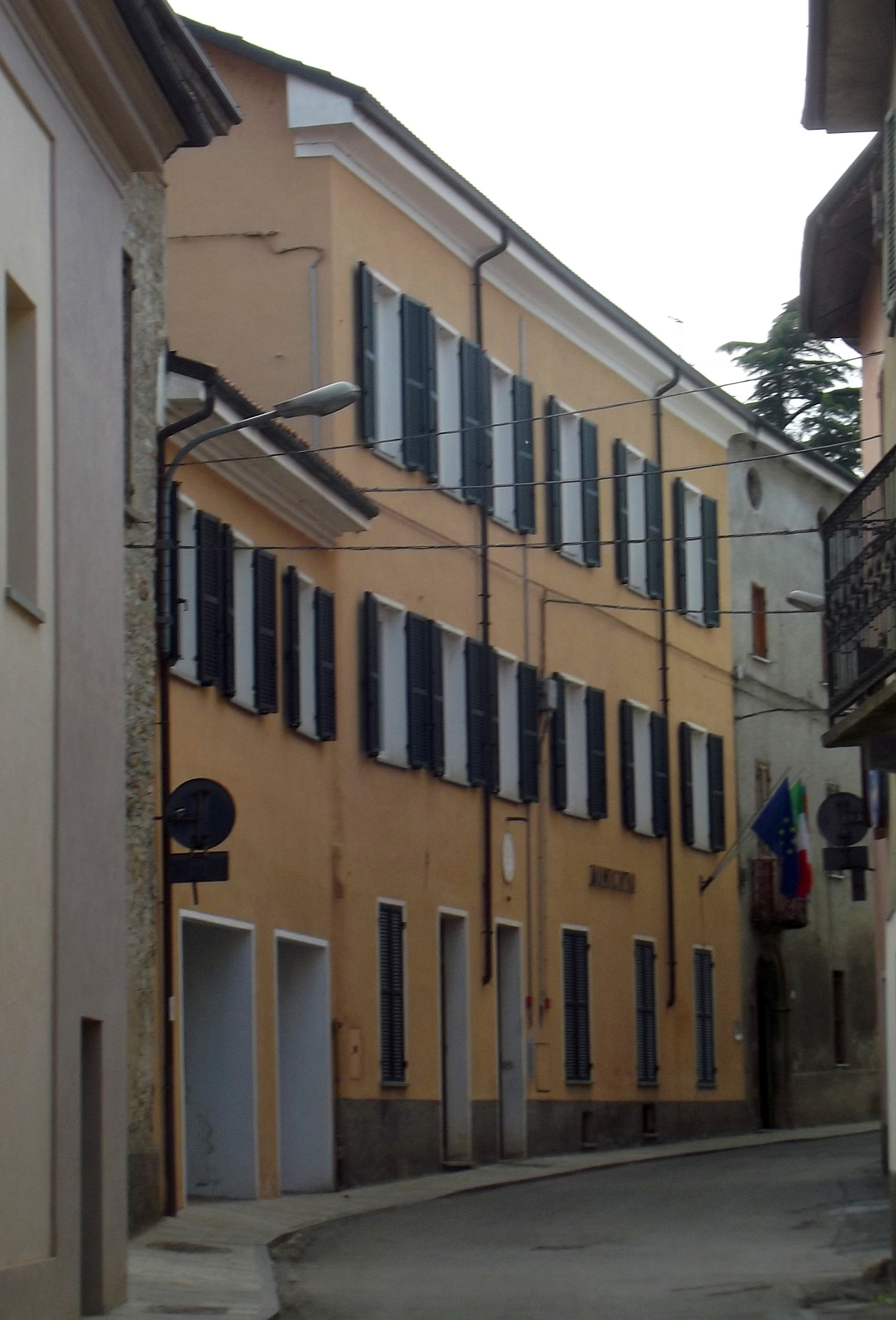
Ajuntament de Visone
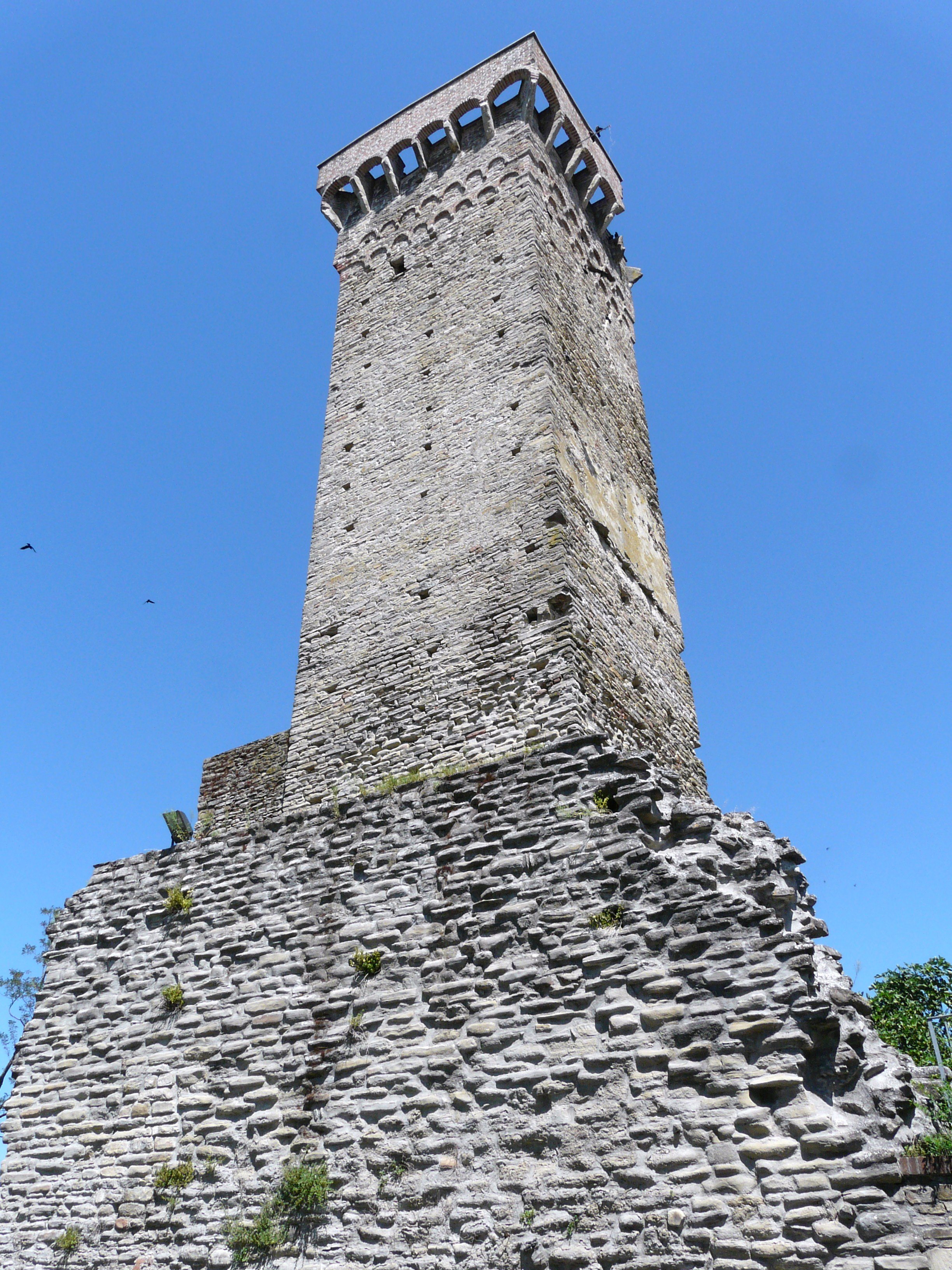
La torre i runes del castell de Visone
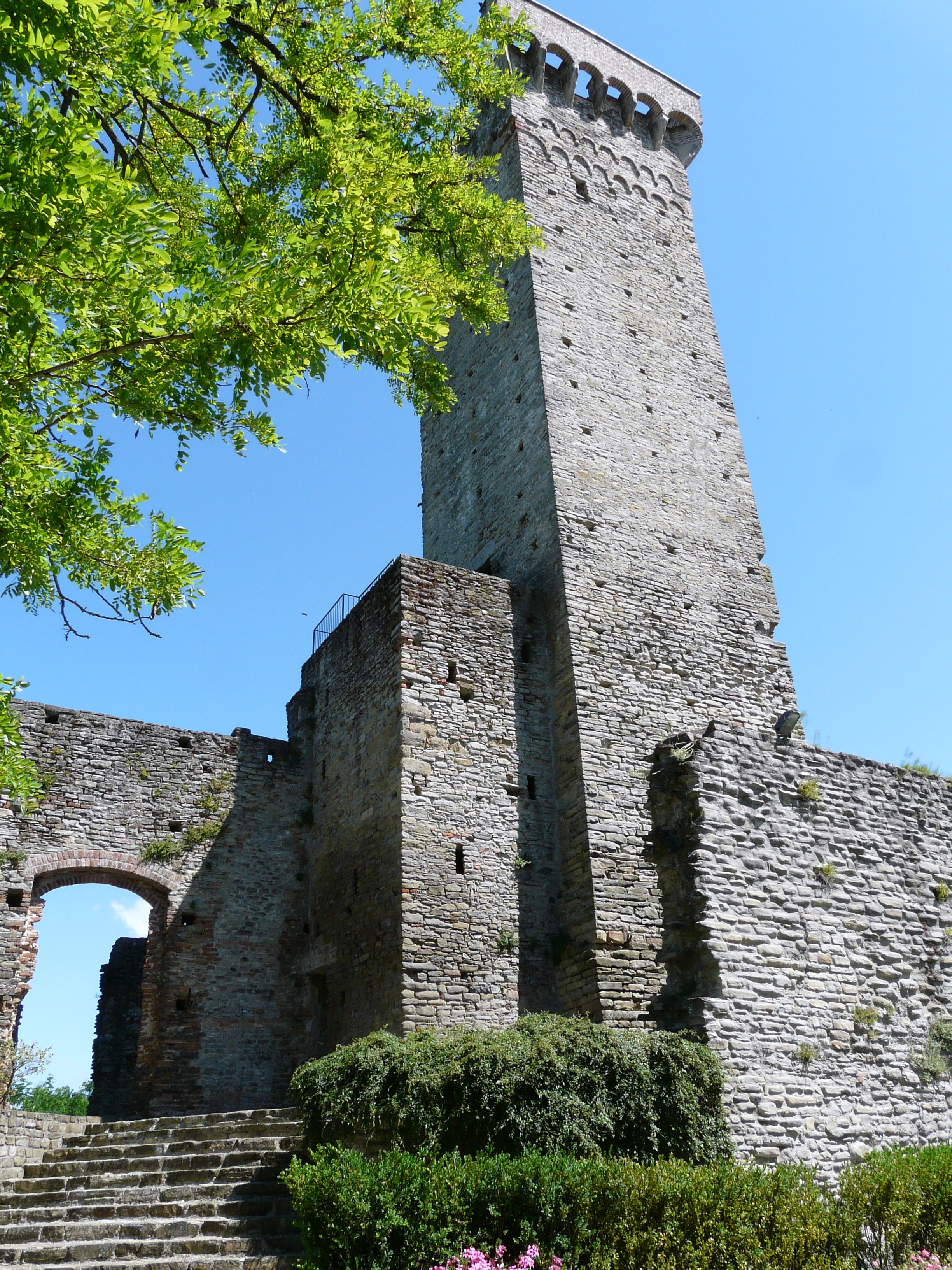
La torre i els voltants del castell de Visone
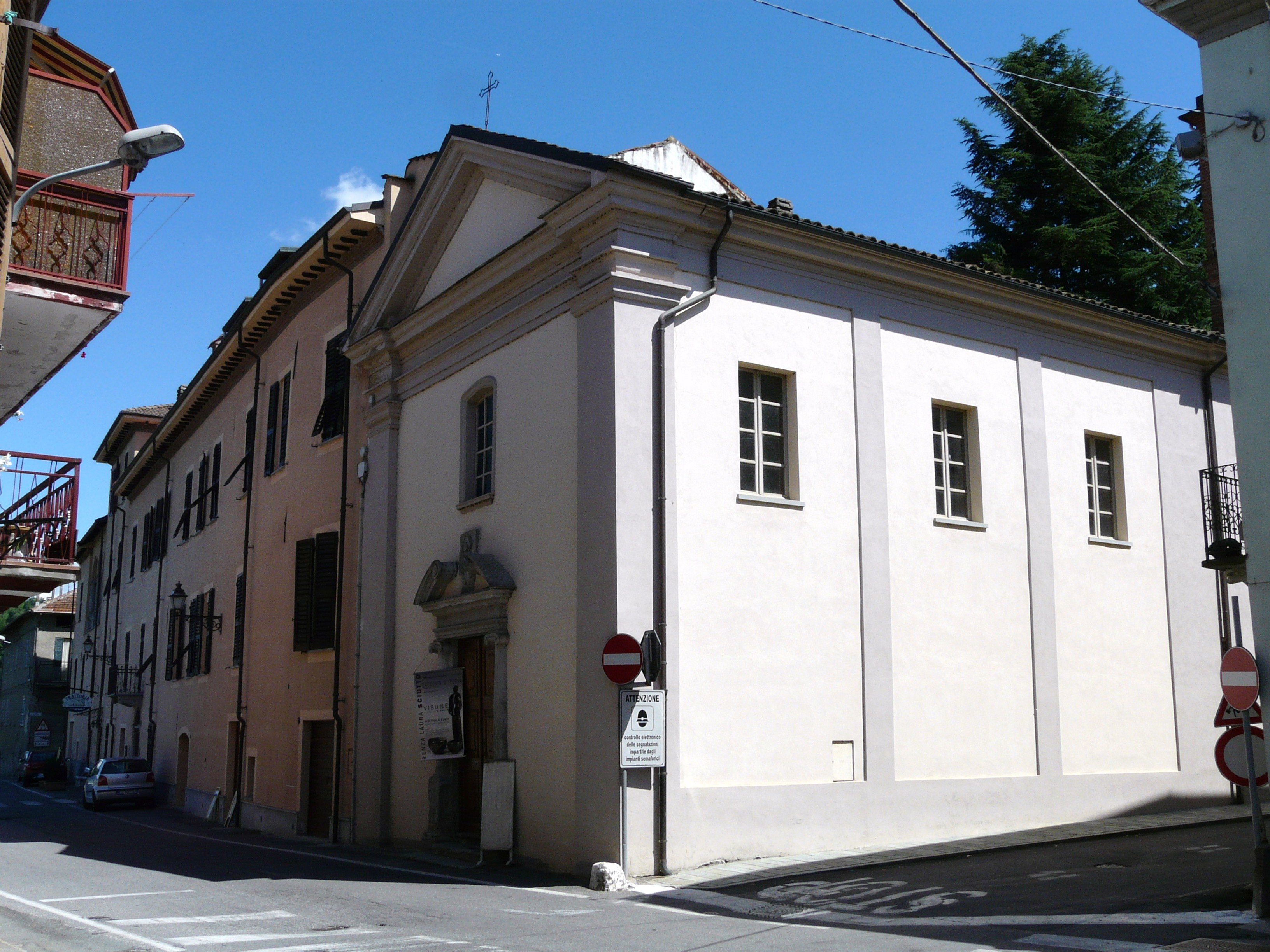
Església de la Santa Creu de Visone
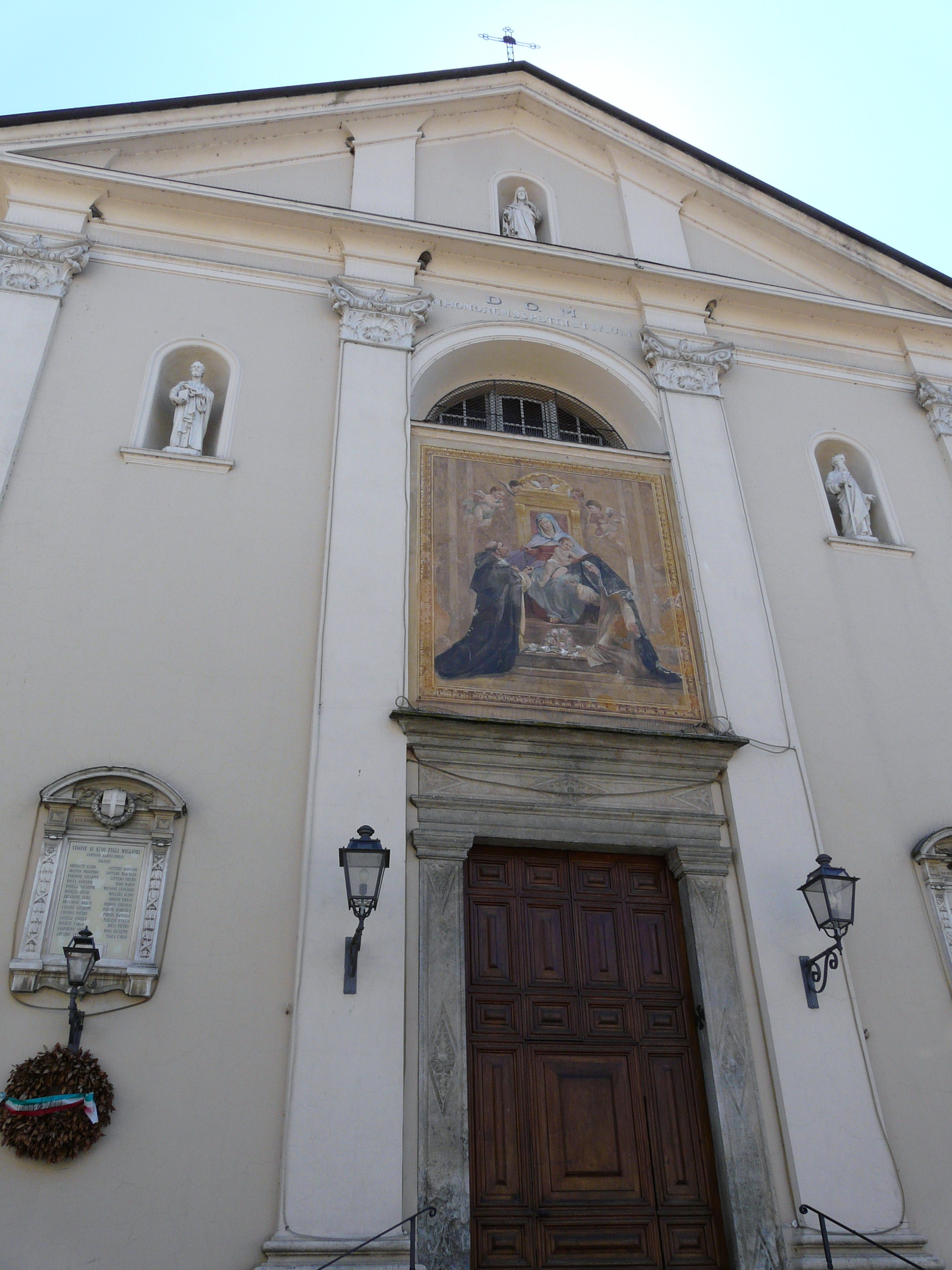
Església de Sant Pere i Sant Pau de Visone